# فرودگاه اشچبوتاک
فرودگاه اشچبوتاک (به انگلیسی: Ashchebutak) یک فرودگاه نظامی است که یک باند فرود بتن دارد و طول باند آن ۳۴۰۰ متر است. این فرودگاه در کشور روسیه قرار دارد و در ارتفاع ۲۲۶ متری از سطح دریا واقع شده‌است.